# Justiça Militar da União

Emblema.

A Justiça Militar da União é um órgão nacional especializado na aplicação da lei na categoria dos militares das Forças Armadas – Marinha, Exército e Aeronáutica – julgando apenas os crimes militares definidos na legislação vigente (Código Penal Militar e na Legislação Penal Comum (Decreto-Lei nº 2.848, de 07 de dezembro de 1940 mais as Leis Penais Extravagantes - Alteração dada pela Lei nº 13.491, de 13 de outubro de 2017). A Justiça Militar também pode julgar civis, de acordo com as situações definidas na lei (O que não ocorre nas Justiças Militares dos Estados, que julgam apenas militares). Caso algum civil praticar um crime em local sujeito à administração militar, tal como um quartel, poderá responder a uma ação penal militar perante a Justiça Militar Federal de 1ª instância.

## Estrutura
A Justiça Militar Federal se organiza de acordo com a Lei nº. 8.457/1992, sendo composta, no primeiro grau, por 40 juízes distribuídos em 12 circunscrições judiciárias, espalhadas por todo o território nacional. O segundo grau de jurisdição é exercido pelo Superior Tribunal Militar, com sede em Brasília, e composto por 15 ministros vitalícios, cuja organização está definida no Artigo 123 da Constituição Federal. Ela é organizada em Conselhos de Justiça, os quais têm sede nas auditorias militares, conforme abaixo:
- a 1ª - Estados do Rio de Janeiro e Espírito Santo;
- a 2ª - Estado de São Paulo;
- a 3ª - Estado do Rio Grande do Sul;
- a 4ª - Estado de Minas Gerais;
- a 5ª - Estados do Paraná e Santa Catarina;
- a 6ª - Estados da Bahia e Sergipe;
- a 7ª - Estados de Pernambuco, Rio Grande do Norte, Paraíba e Alagoas;
- a 8ª - Estados do Pará, Amapá e Maranhão;
- a 9ª - Estados do Mato Grosso do Sul e Mato Grosso; (Redação dada pela Lei nº 8.719, de 19.10.93)
- a 10ª - Estados do Ceará e Piauí;
- a 11ª - Distrito Federal e Estados de Goiás e Tocantins;
- a 12ª - Estados do Amazonas, Acre, Roraima e Rondônia. (Redação dada pela Lei nº 8.719, de 19.10.93).

Além disso, os Conselhos de Justiça são compostos por 04 (quatro) oficiais (sabres) e um juiz de Direito (toga), podendo ser Permanente ou Especial. Na Justiça Militar da União, o Juiz de Direito é chamado de Juiz Auditor, termo que não é mais usado na Justiça Militar Estadual. O Conselho de Justiça será Permanente quando tiver como objetivo o processamento e julgamento de praças (soldado, cabo, sargento, subtenente ou suboficial) e civis, enquanto que o Especial destina-se a processar e julgar os Oficiais (Tenentes, Capitães, Majores, e demais oficiais superiores). É importante observar que na hipótese de ação penal em desfavor de oficial e um praça ou oficial e um civil, em um mesmo processo, ambos serão julgados pelo Conselho de Justiça Especial. Neste caso, há a atração do praça e/ou civil ou ambos para o Conselho Especial, tendo em vista que este por julgar apenas Oficiais. Há que se ressaltar, que os Oficiais Generais têm foro privilegiado e são julgados diretamente no Superior Tribunal Militar (STM).
A Justiça Militar da União é uma das poucas jurisdições em que o réu é julgado por um Conselho, um colegiado (grupo de pessoas), ao invés de apenas um juiz, logo na primeira instância. A única exceção na Justiça Brasileira é o Tribunal do Júri Popular da Justiça Comum estadual nos casos de crimes dolosos contra a vida.
Outra curiosidade, é que da decisão do Juiz-Auditor ou do Conselho de sentença cabe recurso ao Superior Tribunal Militar (STM) e, da decisão do STM cabe recurso apenas ao Supremo Tribunal Federal para julgar matérias constitucionais, o que limita bastante o chamado Duplo grau de jurisdição.